# Banc du Geyser
Banc du Geyser oder Banc du Geysir (deutsch Geysir-Riff) ist ein größtenteils versunkenes Riff im Norden der Straße von Mosambik. Es wird von Frankreich verwaltet, aber auch von Madagaskar und den Komoren beansprucht.

## Geografie
Banc du Geyser befindet sich im Nordosten der Straße von Mosambik, etwa auf halbem Weg zwischen den französischen Überseegebieten Mayotte und den Îles Glorieuses im Nordosten, die je 140 km und 120 km entfernt sind. Die Komoren sind etwa 210 km im Westen entfernt; Madagaskar liegt etwa 200 km südöstlich.
Direkt westlich von Banc du Geyser liegt das versunkene Riff Banc du Leven.  Etwa 20 km südwestlich befindet sich die Zélée-Bank (12° 27′ S, 46° 14′ O), ein weiteres Riff, das den zweiten Kegel desselben submarinen Vulkans bildet (beide sind in etwa 1000 m Tiefe miteinander verbunden). Weitere Riffe in der Nähe sind das Borneo-Riff (12° 14′ S, 46° 12′ O) im Nordwesten sowie das Bison-Riff nördlich davon.
Das Riff ist etwa 8 km lang und 5 km breit. Die Lagune hat eine Fläche von 175 km² und kann von Südsüdosten aus befahren werden. Es besteht aus drei Teilen:
- einem submarinen Randriff im Westen, das bei Ebbe sichtbar wird; es besteht aus einem halbmondförmigen Riff mit Spitzen nach Westen und einem weiteren Riff im Nordosten
- einem zweiten Randriff im Süden, das ein Riffplateau einschließt
- einer 20 Meter tiefen flachen Ebene.

Üblicherweise befindet sich das Riff unter dem Meeresspiegel, doch einige etwa 1,5–3 m hohe Felsen im südlichen Teil liegen stets über der Oberfläche. Der größte dieser Felsen wird South Rock genannt und ha eine Höhe von 8 m. Im Ostteil des Riffes liegen einige Sandinseln, die etwa 1–3 m hoch sind und von niedriger Vegetation bewachsen werden. Die Inseln sind von Seevögeln bevölkert und von Guano bedeckt. Bei Niedrigwasser werden große Teile des Riffs sichtbar.

## Geologie
Das Riff entstand vermutlich vor über 15 Millionen Jahren, als während der Drift Madagaskars gen Südosten im Zuge der Ozeanbodenspreizung Magma aus der ozeanischen Kruste aufstieg und  Basalt bildete. Die Riffbank wurde anschließend von Korallen auf einer Untiefe im Meer errichtet, bevor durch Wellen angesammelte Sedimente kleine Koralleninseln bildeten.

## Geschichte
Arabische Seefahrer wussten bereits um das Jahr 700 von dem Riff. Um 800 wurde es auf Navigationskarten eingezeichnet. Auf spanischen Karten um das Jahr 1650 ist Banc du Geyser als Arecife de Santo Antonio (Sankt-Antonius-Riff) verzeichnet.
Am 23. Dezember 1678 lief das britische Schiff Geysir in dem Riff auf Grund, der Kapitän benannte es anschließend nach seinem Schiff. Seitdem wird es Banc du Geysir oder (französiert) Banc du Geyser genannt.
Eine erste wissenschaftliche Expedition zum Riff wurde 1977 durchgeführt. Weitere wissenschaftliche Expeditionen fanden 1996 und 2006 statt.

## Gebietskonflikt
Sowohl Frankreich als auch die Komoren und Madagaskar betrachten Banc du Geyser als Teil ihrer 200-Meilen- oder ausschließlichen Wirtschaftszone, im französischen Fall die der Îles Glorieuses. Madagaskar erhob 1976 erstmals Anspruch auf das Riff, möglicherweise motiviert durch mögliche Ölfelder in der Region. Der komorische Präsident Ahmed Abdallah erklärte 1980, auch die Îles Glorieuses gehörten aufgrund ihrer Nähe zu Banc du Geyser zu den Komoren, sie würden nach der Einnahme von Mayotte offiziell darauf Anspruch erheben sowie Banc du Geyser zu einem zentralen Thema der komorischen Regionalpolitik machen.
Kontrolliert wird Banc du Geyser von den französischen Streitkräften der Südzone des Indischen Ozeans. Administrativ gehört es zu den Îles Éparses der Französischen Süd- und Antarktisgebiete. Ein Schiedsverfahren zur Feststellung der ausschließlichen Wirtschaftszonen in dem Gebiet wurde bisher nicht durchgeführt.

## Ökologie
Banc du Geyser is bekannt als Tauch- und Angelstätte. 2006 wurden insgesamt 355 verschiedene Arten von Rifffischen in 52 Familien festgestellt. Außerdem besteht eine hohe Konzentration an Rochen wie Igelrochen und Haien. Die Felsen und das Eiland sind Rückzugsort für viele Vogelarten.
Außerdem halten sich während des südlichen Winters im Riff Buckelwale mit ihren Kälbern auf. In den Jahren 2000 und 2004 führte Meroptera Expeditionen zur Untersuchung dieser durch.
Seit 2012 ist das Riff Teil des Marinen Naturparks Glorieuses, dem zweitgrößten französischen Naturpark.

## Ökonomie
Das Riff ist gefährlich für die Schifffahrt, die Umgebung gilt als bedrohlichste in der Straße von Mosambik.
1989 wurde zum ersten Mal ein Schiff zur Fischerei im Riff zugelassen, die Yvalann, die in den nächsten Jahren intensiv fischte. 1997 begannen Fischer aus Mayotte, an der Banc du Geyser zu fischen und berichteten von hohen Erträgen. Die Fischerboote sind jedoch oftmals nicht für solch lange Fahrten geeignet; in den 2000ern rüsteten einige Reeder ihre Schiffe für die Fahrten zu entlegenen Riffen aus. Dies führte jedoch zu Überfischung und die Fangmengen gingen rapide zurück, weshalb viele Bootsbesitzer die Fischerei dort später einstellten.
Illegale Fischerei, unter anderem nach Seegurken, ist am Riff jedoch weiterhin verbreitet. Ebenso gibt es Berichte über Piraten, die Fischereiboote kapern.